# 石川夕紀
石川夕紀（いしかわ ゆき、1983年8月1日 - ）は、和歌山県出身の元タレント、元グラビアアイドル。アーティストハウス・ピラミッドに所属していた。

## 略歴
19歳の時に、渋谷でスカウトされ2003年春にデビュー。105cmという大きな胸と対照的にくびれたウエストが注目を浴びた。グラビアアイドルとしての活動が中心で、写真集やDVDも数多く出されていたが、2005年3月、身体上の理由で芸能界を引退した。

## エピソード
- 趣味：サウナ、健康ランド巡り、散歩、食べ歩き
- 特技：暗算、大食い[1]、牛乳の一気飲み、マラソン、一輪車
- 好きな食べ物：チーズ、果物、ラーメン
- 嫌いな食べ物：春菊、焼いたレバー
- 長所：周りに流されない
- 自分の体で気に入っているところ：口、鎖骨、色素の薄い白い肌
- 理想の男性のタイプ：大人しくて、物言いが穏やかな人
- 写真週刊誌の「巨乳グラビアアイドルが貧乳少女だったころ」という取材記事によると、15歳当時のスリーサイズは、B95cm、W50cm、H80cmだった。また、別の写真週刊誌の巨乳グラビアアイドル番付（2004年）では、東横綱だった（西は根本はるみで、石川夕紀の方が2cm大きかった）。
- フジテレビ「あしたのG」番組内で、グラビアアイドルが中山競馬場の芝コース直線で徒競走する「人間競馬」という企画に出演し、「ユキビッグバスト」と命名され、MC陣からパドックで「105cmHカップのブリンカーが負担重量的に重いのでは」などと言われた。
- 「おっぱいボランティア」としても活動（詳細は不明）[2]。
- 自分を食べ物にたとえて自己紹介という問いには、「マシュマロかなあ、ふわふわしているから」と答えている。
- 105cmというサイズから、2015年の「週刊プレイボーイ」による「レジェンド50人巨乳グラドル25年史」では、「活動期間は2年と短かったが、記憶に残るグラドルだった」として選出されている。

## 出演

### バラエティ
- あしたのG（フジテレビ）
- SDM発（フジテレビ）
- 最高!ブギウギナイト（テレビ東京）
- やるヌキッ祭（テレビ東京）
- Se-女!2（テレビ東京）
- Pooh!（TBSテレビ）
- 寝ちゃダメ!Fガールズ（静岡第一テレビ）

### イメージビデオ
- Tropical Wind（2003年3月25日、ベガファクトリー）
- MERRY WHITE（2003年6月25日、アクアハウス）
- Mellow（2003年9月20日、竹書房）
- Caution（2004年8月5日、SODクリエイト）
- B100 DEPENDENCE～B100依存症～（2004年9月25日、BM3）
- Moon Flower（2004年11月20日、ラインコミュニケーション）
- Se-女!2（2005年1月25日、フォーサイド・ドット・コム）
- Two Passions（2005年2月25日、フォーサイド・ドット・コム） 海江田純子との共演作
- Touch And Touch!!（2005年4月25日、h.m.p） 海江田純子との共演作

## 書籍

### 写真集
- First Touch（2003年3月29日、アクアハウス、撮影：横内禎久[3]） ISBN 978-4-86046-068-6
- Mellow（2003年9月20日、竹書房、撮影：平田友二） ISBN 978-4-8124-1298-5
- MY WISH（2004年7月25日、音楽専科社、撮影：鯨井康雄） ISBN 978-4-87279-157-0
- P〜PYRAMIDGIRLS×WEEKLY PLAYBOY〜（2004年10月8日、集英社）

### グラビア
以下は、いずれも表紙。
- 週刊特報（2003年4月7日号）
- COMIC バズーカ ヴィーナス（2003年8月号）
- TOP TEN MATE（2003年12月号）
- ヤングジャンプ（2004年6月24日号No.28）
- ヤングチャンピオン（2004年9月14日号No.18、2004年12月14日号No.24）
- 週刊大衆（2004年10月4日号）
- Gatsun!（2004年10月号）

### トレーディングカード
- ピラミッドコレクション（2003年10月、さくら堂）
- トレーディングカード（2004年1月、エポック社）
- オフィシャルカードコレクション」（2004年10月30日、さくら堂）

### カレンダー
- 2005年版石川夕紀カレンダー（2004年9月28日、双葉ネクストワークス）

## その他
- 音声クロック（2003年11月、さくら堂）